# Astronomia obserwacyjna

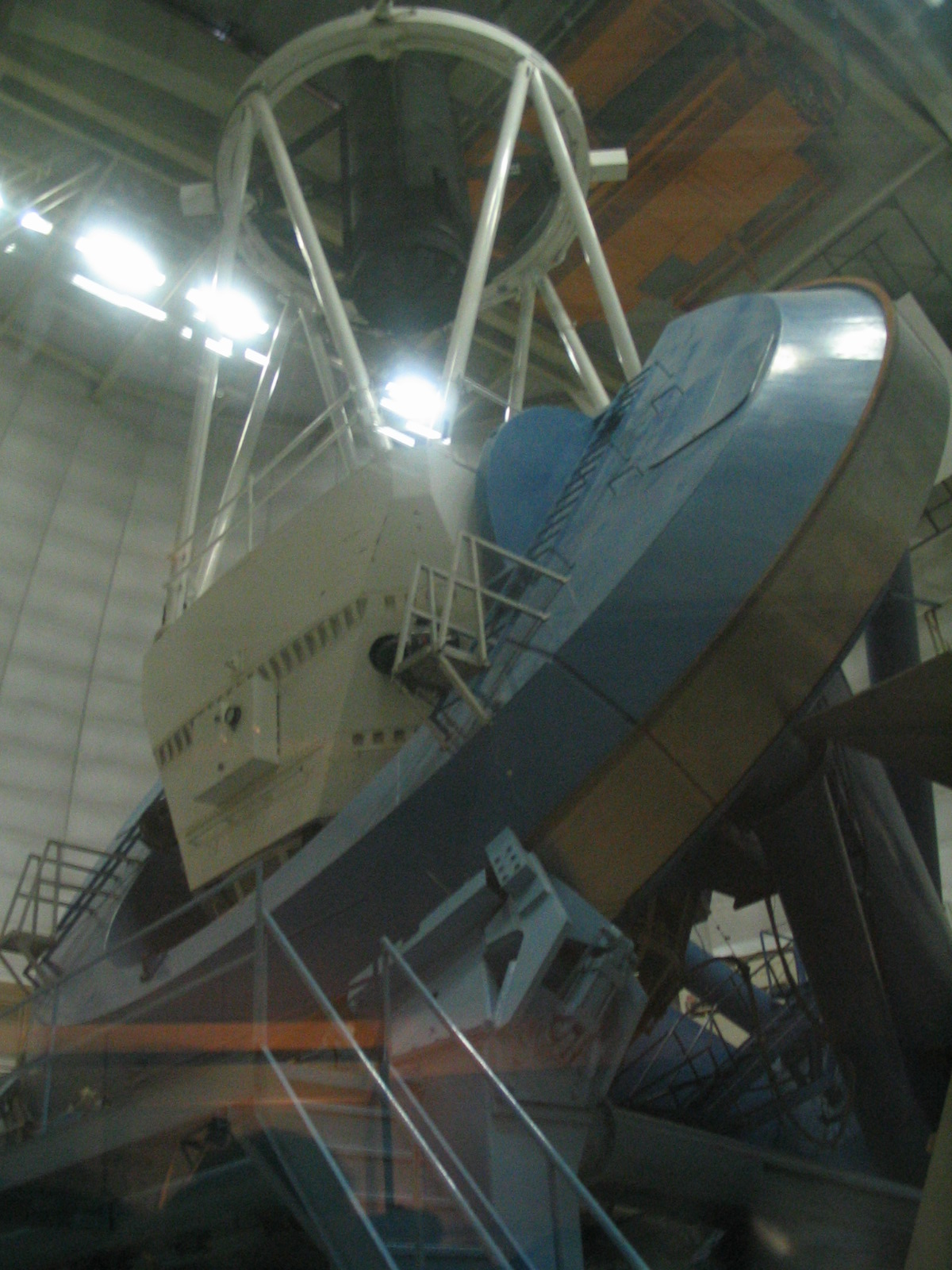
Teleskop Mayall

Astronomia obserwacyjna – dział astronomii zajmujący się obserwacjami nieba jako podstawowym źródłem danych. Obserwacje astronomiczne prowadzone są za pomocą instrumentów naziemnych, oraz satelitów wyposażonych w przyrządy obserwacyjne. Do instrumentów naziemnych zalicza się przede wszystkim teleskopy, oraz radioteleskopy.
Umieszczenie przyrządu obserwacyjnego na orbicie jest niezwykle kosztowne, ale daje ogromne możliwości ze względu na brak wpływu atmosfery. W ostatnich latach nastąpił jednak szybki rozwój technologii konstruowania teleskopów naziemnych - warto tu wspomnieć o systemach optyki aktywnej i optyki adaptatywnej – dzięki któremu współczesne teleskopy naziemne nie pozostają daleko w tyle za orbitalnymi. Jednymi z najbardziej czułych przyrządów są teleskopy Kecka na Mauna Kea (Hawaje). Radioteleskopy pozostają pod wielkim wpływem zakłóceń powodowanych przez różnego rodzaju sprzęt elektroniczny stosowany wszędzie i coraz powszechniejszy; wolny od tego rodzaju zakłóceń mógłby być np. radioteleskop umieszczony po niewidocznej z Ziemi stronie Księżyca, ale w najbliższych latach takie przedsięwzięcie nie będzie jeszcze możliwe. Teleskopy orbitalne borykają się z innego rodzaju problemami: skrajnie trudnymi warunkami kosmicznej próżni (np. wahania temperatur), niemożliwością wykonania naprawy (wyjątkiem jest tu bardzo kosztowna, ale udana naprawa Kosmicznego Teleskopu Hubble’a (HST) w 1993 roku), a przede wszystkim z kosztami wyniesienia ich na orbitę.
Astronomia obserwacyjna rozwija się w bardzo szybkim tempie: niemal codziennie dokonuje się nowych odkryć, a powszechnie uznawane teorie zmieniają się na przestrzeni tygodni lub miesięcy. Ponadto astronomia obserwacyjna wykorzystuje ścisłą współpracę zawodowych obserwatorów z amatorami – dzięki temu rozwija się szybciej, a fascynaci mają możliwość uczestniczyć w zgłębianiu wiedzy o wielkim Wszechświecie, o którym ciągle wiemy tak mało.
Nośnikiem informacji na drodze od obiektu do obserwatora w tradycyjnej astronomii jest światło, czyli fala elektromagnetyczna, ale obserwacji można też dokonywać poprzez rejestrację promieni kosmicznych, neutrin (zob. astronomia neutrinowa) lub detekcje fal grawitacyjnych.
Obserwacje prowadzi się stosując dwa komplementarne podejścia: obserwacja pojedynczego obiektu lub przegląd nieba. W pierwszym przypadku są możliwie dokładne obserwacje wyselekcjonowanych obiektów, natomiast w przypadku przeglądów nieba obserwacje są mniej dokładne, ale ich celem jest przede wszystkim poszukiwanie nowych obiektów. Metoda polega na systematycznym rejestrowaniu obrazów wybranego fragmentu nieba, a następnie znajdowane obiekty są katalogowane i klasyfikowane. Przeglądy nieba wykonywane są w różnych zakresach widmowych, a katalogi niekiedy zawierają nawet setki tysięcy obiektów.

Orientacyjny wykres przepuszczalności atmosfery ziemskiej w różnych zakresach fal elektromagnetycznych.

## Rola atmosfery ziemskiej
Sposób prowadzenia obserwacji – obserwacja naziemna czy przy pomocy satelity – zależy przede wszystkim od tego, w jakiej długości fali chcemy obiekt obserwować. Atmosfera ziemska jest bardzo nieprzezroczysta dla promieniowania przychodzącego do nas z kosmosu. Fakt, że w pogodną noc widzimy gwiazdy oznacza tylko, że atmosfera ziemska przy braku chmur jest przezroczysta dla promieniowania w zakresie widzialnym, ale zakres widzialny obejmuje znikomą część całego zakresu długości fal promieniowania elektromagnetycznego. W rzeczywistości takich okien obserwacyjnych jest niewiele: jest szerokie okno radiowe i kilka dość wąskich okien w zakresie podczerwieni.
Atmosfera dla fotonów bardziej energetycznych niż widzialne jest nieprzezroczysta, w szczególności do powierzchni Ziemi nie dociera promieniowanie nadfioletowe, rentgenowskie i gamma, które byłoby szkodliwe dla zdrowia. Promieniowanie nadfioletowe jest pochłaniane przede wszystkim przez ozon, promieniowanie rentgenowskie jest pochłaniane przede wszystkim przez atomy węgla i azotu. Z kolei promieniowanie w zakresie dalekiej podczerwieni jest przede wszystkim pochłaniane przez parę wodną, dlatego możliwość prowadzenia obserwacji naziemnych radiowych przy użyciu najkrótszych fal (centymetrowych) wymaga umiejscowienia radioteleskopu w bardzo dobrych warunkach klimatycznych.
Z kolei długie fale radiowe nie docierają do powierzchni Ziemi ze względu na oddziaływanie w jonosferze. 
W związku z tymi własnościami atmosfery obserwacje w zakresie nadfioletowym, rentgenowskim i gamma, a także w zakresie dalekiej podczerwieni i mikrofalowym, wykonuje się przy użyciu satelitów. W zakresie optycznym atmosfera także trochę przeszkadza i wygodniej prowadzić obserwacje przez satelitę, ale z drugiej strony znaczny koszt badań satelitarnych i ograniczenia na rozmiar lustra powodują, że opłacalne jest rozwijanie technik naziemnych pozwalających kompensować efekt atmosfery, takich jak optyka aktywna. 
Wyjątkiem od tej reguły są obserwacje z wykorzystaniem fotonów o bardzo wysokich energiach, rzędu teraelektronowoltów i więcej (odpowiadająca im długość fali to mniej niż jedna miliardowa nanometra). Powodem tego jest tak niewielka liczba energetycznych fotonów wysyłanych ze źródła w stronę Ziemi, że potrzeba bardzo dużej powierzchni detektora, aby zarejestrować choć kilka fotonów. Nie ma technicznych możliwości, aby tak duże detektory umieszczać na orbicie. Co prawda fotony te nie docierają do powierzchni Ziemi bezpośrednio, ale ze względu na znaczną energię każdy foton wywołuje reakcję atmosfery. Na takiej zasadzie ogólnie działają detektory promieniowania kosmicznego, a także teleskopy promieniowania Czerenkowa. 
Obecnie lub niedawno działające satelity do obserwacji astronomicznych w różnych zakresach promieniowania to:
- satelity gamma:
  - Swift
  - INTEGRAL (do 2014)
  - AGILE
  - HETE-2
- satelity rentgenowskie:
  - Suzaku
  - XMM-Newton
  - Chandra
  - Rossi-XTE
- satelity w podczerwieni
  - Kosmiczny Teleskop Spitzera
- satelity optyczne
  - Kosmiczny Teleskop Hubble’a
- satelity w nadfiolecie
  - Kosmiczny Teleskop Hubble’a

Satelity często oprócz podstawowych instrumentów mają też instrumenty dodatkowe, działające w innych zakresach widmowych.

## Przykłady przeglądów nieba i katalogów
- All Sky Automated Survey
- Sloan Digital Sky Survey
- Catalina Sky Survey
- Two Micron All Sky Survey (2MASS)
- Katalog Hipparcosa
- Katalog Messiera
- New General Catalogue (obiekty NGC)
- Uppsala General Catalogue
- Katalog Henry’ego Drapera
- Katalog ACT
- ROSAT All Sky Survey

Dość kompletny spis wszystkich przeglądów nieba tworzony jest obecnie przez Międzynarodową Unię Astronomiczną; można go znaleźć na serwerze www.skysurveys.org.